# Československá hokejová reprezentace v sezóně 1950/1951
Československá hokejová reprezentace v sezóně 1950/1951 sehrála celkem 8 zápasů.

## Přehled mezistátních zápasů
| Pořadí | Datum             | Soupeř | Výsledek              | Soutěž    | Místo utkání |
| ------ | ----------------- | ------ | --------------------- | --------- | ------------ |
| 204.   | 14. prosince 1950 | Finsko | 8:2 (1:0, 5:2, 2:0)   | přátelsky | Praha        |
| 205.   | 16. prosince 1950 | Finsko | 7:0 (2:0, 4:0, 1:0)   | přátelsky | Brno         |
| 206.   | 14. ledna 1951    | Finsko | 2:0 (1:0, 1:0, 0:0)   | přátelsky | Helsinky     |
| 207.   | 15. ledna 1951    | Finsko | 4:2 (0:2, 1:0, 3:0)   | přátelsky | Tampere      |
| 208.   | 10. března 1951   | Polsko | 10:6 (4:1, 2:2, 4:3)  | přátelsky | Moskva       |
| 209.   | 15. dubna 1951    | NDR    | 27:3 (8:0, 7:1, 12:2) | přátelsky | Berlín       |

## Bilance sezóny 1950/51
| Soupeř | Zápasy | Výhry | Remízy | Prohry | Skóre |
| ------ | ------ | ----- | ------ | ------ | ----- |
| Finsko | 4      | 4     | 0      | 0      | 21:4  |
| NDR    | 1      | 1     | 0      | 0      | 27:3  |
| Polsko | 1      | 1     | 0      | 0      | 10:6  |
| Celkem | 6      | 6     | 0      | 0      | 58:13 |

## Další zápasy reprezentace
| Datum           | Soupeř                            | Výsledek              | Soutěž    | Místo utkání |
| 3. ledna 1951   | Olomoucký kraj                    | 7:4 (3:2, 3:1, 1:1)   | přátelsky | Olomouc      |
| 9. března 1951  | výběr Moskvy                      | 2:5 (1:2, 0:3, 1:0)   | přátelsky | Moskva       |
| 11. března 1951 | výběr Moskvy                      | 1:7 (1:2, 0:3, 1:0)   | přátelsky | Moskva       |
| 11. dubna 1951  | Chemie Weisswasser                | 13:0 (5:0, 4:0, 4:0)  | přátelsky | Berlín       |
| 13. dubna 1951  | BSG Empor Berlín/SG Frankenhausen | 26:3 (9:1, 10:1, 7:1) | přátelsky | Berlín       |
| 19. dubna 1951  | výběr Moskvy                      | 3:3 (1:1, 1:1, 1:1)   | přátelsky | Berlín       |

## Přátelské mezistátní zápasy
Československo –  Finsko 8:2 (1:0, 5:2, 2:0)
14. prosince 1950 – Praha

Branky a nahrávky Československa: 1:0 6. Vlastimil Bubník (Jiří Valta), 2:0 22. Miloslav Blažek (vlastní), 3:0 23. Bronislav Danda (Jiří Anton), 4:0 33. Miroslav Rejman, 5:0 33. Jiří Valta (Vlastimil Bubník, Miloslav Blažek), 6:1 35. Karel Bílek, 7:2 47. Miloslav Blažek, 8:2 58. Miloslav Blažek. 

Branky Finska: 33. 5:1 Jukka Wuolio, 6:2 35. Jukka Wuolio.

Rozhodčí: Ladislav Tencza (TCH), Saarinen (FIN)

Vyloučení: 1:1 (využití 1:0) 
ČSR: Karel Pšenčík – Miloslav Ošmera, Václav Bubník, Jiří Anton, Zdeněk Harnach – Vlastimil Bubník, Jiří Valta, Miloslav Blažek – Miroslav Rejman, Bronislav Danda, Karel Bílek
Finsko: Unto Viitala – Matti Rintakoski, Tuomo Pohjavirta, Jukka Wuolio, Pentti Isolato – Keijo Kuusela, Matti Karumaa, Esko Tie – Lofti Nasibullen, Yrjö Hakala, Kalle Havulinna – Teuvo Takala, Ossi Kauppi.
 Československo –  Finsko 7:0 (2:0, 4:0, 1:0)
16. prosince 1950 – Brno

Branky a nahrávky Československa: 1. Jan Vala, 15. Jan Vala (Vlastimil Bubník), 24. Bronislav Danda (Vlastimil Hajšman), 26. Karel Bílek, 26. Vlastimil Hajšman, 28. Vlastimil Hajšman, 50. Bronislav Danda.

Rozhodčí: Svítil (TCH), Saarinen (FIN)

Vyloučení: 1:5 (využití 1:0) navíc Keijo Kuusela na 5 minut.
ČSR: Jan Richter (Karel Pšenčík) – Václav Bubník, Miloslav Ošmera, Zdeněk Harnach, Jiří Anton (Zdeněk Bláha) – Vlastimil Bubník, Jiří Valta, Jan Vala – Vlastimil Hajšman, Bronislav Danda, Karel Bílek
Finsko: Unto Viitala (Vangel) – Matti Rintakoski, Pentti Isolato, Tuomo Pohjavirta, Jukka Wuolio – Matti Karumaa, Keijo Kuusela, Esko Tie – Yrjö Hakala, Lofti Nasibullen, Kalle Havulinna – Teuvo Takala, Ossi Kauppi.
 Československo –  Finsko 2:0 (1:0, 1:0, 0:0)
14. ledna 1951 – Helsinky

Branky Československa: 1:0 Miroslav Kluc, 2:0 Miroslav Rejman.

Rozhodčí: Birger Nylund (FIN), Václav Beránek (TCH)
ČSR: Jan Richter – Jiří Anton, Miroslav Kluc, Eduard Remiáš, Miroslav Kubes – Miroslav Rejman, Bronislav Danda, Karel Bílek – Jiří Sekyra, Jiří Valta, Václav Bubník – Miloslav Charouzd, Karol Fako
Finsko: Unto Viitala – Jukka Wuolio, Pentti Isolato, Matti Rintakoski, Ossi Kauppi – Matti Karumaa, Keijo Kuusela, Esko Tie – Aarne Honkavaara, Yrjö Hakala, Kalle Havulinna.
 Československo –  Finsko 4:2 (0:2, 1:0, 3:0)
15. ledna 1951 – Tampere

Branky Československa: 1:2 Jiří Sekyra, 2:2 Jiří Sekyra, 3:2 Václav Bubník, 4:2 Bronislav Danda.

Branky Finska: 0:1 Aarne Honkavaara, 0:2 Pentti Isotalo

Rozhodčí: Per Sandsun (FIN), Václav Beránek (TCH)
ČSR: Jan Richter – Jiří Anton, Miroslav Kluc, Eduard Remiáš, Miroslav Kubes – Miroslav Rejman, Bronislav Danda, Karel Bílek – Jiří Sekyra, Jiří Valta, Václav Bubník.
Finsko: Unto Viitala – Jukka Wuolio, Pentti Isolato, Matti Rintakoski, Ossi Kauppi – Matti Karumaa, Keijo Kuusela, Esko Tie – Aarne Honkavaara, Yrjö Hakala, Kalle Havulinna.
 Československo –  Polsko 10:6 (4:1, 2:2, 4:3)
10. března 1951 – Moskva

Branky Československa: 1:0 Miloslav Charouzd, 2:0 6. Miloslav Charouzd, 3:0 Miloslav Charouzd, 4:0 15. Vlastimil Bubník, 5:2 28. Miloslav Charouzd, 6:2 33. Miloslav Charouzd, 7:4 47. Vlastimil Bubník, 8:4 48. Ladislav Horský, 9:6 Vlastimil Bubník, 10:6 Ladislav Horský.

Branky Polska: 4:1 Stefan Csorich, 4:2 23. Eugeniusz Lewacki, 6:3 Eugeniusz Lewacki, 6:4 41. Mieczysław Palus, 8:5 Stefan Csorich, 8:6 Michał Antuszewicz.

Rozhodčí: Ladislav Tencza (TCH), M. N. Nargunov (URS)
ČSR: Karel Pšenčík – Jiří Anton, Václav Bubník, Oldřich Pavlík, Miroslav Kluc – Miroslav Rejman, Bronislav Danda, Miloslav Charouzd – Vlastimil Bubník, Jiří Valta, Jiří Sekyra – Karol Fako, Ladislav Horský, Karel Bílek.
Polsko: Henryk Przeździecki - Michal Antuszewicz, Maksymilian Więcek, Henryk Bromowicz, Kazimierz Chodakowski - Marian Jezek, Stefan Csorich, Eugeniusz Lewacki - Tadeusz Świcarz, Mieczysław Palus, Zdzislaw Macelko - Wolenowski, Ślusarczyk, Przibyla.
 Československo –  NDR 27:3 (8:0, 7:1, 12:2)
15. dubna 1951 – Berlín	

Branky Československa: 4x Vlastimil Bubník, 4x Miroslav Rejman, 3x Bronislav Danda, 3x Miloslav Charouzd, 3x Jiří Valta, 3x Karol Fako, 2x Václav Bubník, 2x Zdeněk Jeřábek, 2x Jiří Sekyra, Ladislav Horský.

Branky NDR: 2x Wolfgang Blümel, Siegfried Speck

Rozhodčí: Ladislav Tencza (TCH), Wesselowski (GDR)
ČSR: Jan Richter - Jiří Anton, Oldřich Pavlík, Václav Bubník, Miroslav Kluc, Zdeněk Jeřábek - Vlastimil Bubník, Jiří Valta, Jiří Sekyra - Miroslav Rejman, Bronislav Danda, Miloslav Charouzd - Karol Fako, Ladislav Horský, Karel Bílek.
NDR: Werner Jonack ― Gerhard Kiessling, Heinz Heinicke, Paul Mann, Werner Heyer ― Alfred Unterdörfel, Siegfried Speck, Werner Schmiedel ― Wolfgang Blümel, Johannes Kossmann, Herbert Schindler ― Manfred Limmer, Siegfried Mann, Herbert Tschätsch.

## Další zápasy reprezentace
ČOS (Československo) –  Olomoucký kraj 7:4 (3:2, 3:1, 1:1)
3. ledna 1951 – Olomouc

Branky a nahrávky ČOS: 2x Vlastimil Hajšman, 2x Ladislav Staněk, 2x Karel Bílek, Miroslav Rejman.

Branky Olomouce: 3x Koníček, Turek.

Rozhodčí: Bartošek (TCH), Tihlář (TCH)
ČOS: Jan Richter - Jiří Anton, Václav Bubník, Miloslav Ošmera, Eduard Remiáš - Miroslav Rejman, Jiří Valta, Vlastimil Hajšman - Ladislav Staněk, Bronislav Danda, Karel Bílek - František Fiktus.
 Československo –   výběr Moskvy 2:5 (1:2, 0:3, 1:0)
9. března 1951 – Moskva

Branky a nahrávky Československa: 1:0 5. Jiří Sekyra (Jiří Valta), 2:5 60. Miloslav Charouzd.

Branky Moskvy: 1:1 Vsevolod Bobrov, 1:2 Boris Petělin, 1:3 Anatolij Kostrjukov, 1:4 Viktor Šuvalov, 1:5 Jevgenij Babič.

Rozhodčí: V. M. Archipov (URS), Ladislav Tencza (TCH)
ČSR: Jan Richter - Jiří Anton, Václav Bubník, Oldřich Pavlík, Miroslav Kluc – Miroslav Rejman, Bronislav Danda, Miloslav Charouzd – Vlastimil Bubník, Jiří Valta, Jiří Sekyra – Karol Fako, Ladislav Horský, Karel Bílek.
výběr Moskvy: Grigorij Mkrtyčan – Alexandr Vinogradov, Pavel Žiburtovič, Alfred Kučevskij, Anatolij Kostrjukov – Jevgenij Babič, Viktor Šuvalov, Vsevolod Bobrov - Boris Petělin, Alexandr Uvarov, Valentin Kuzin.
 Československo –   výběr Moskvy 1:7 (1:2, 0:3, 1:0)
11. března 1951 – Moskva

Branky Československa: 7. Vlastimil Bubník.

Branky Moskvy: 3. Alexandr Uvarov, 18. Jevgenij Babič, 27. Vsevolod Bobrov, 37. Vsevolod Bobrov, 44. Alfred Kučevskij, 51. Petr Kotov, 57. Valentin Kuzin.

Rozhodčí: V. M. Archipov (URS), Ladislav Tencza (TCH)
ČSR: Jan Richter - Jiří Anton, Václav Bubník, Oldřich Pavlík, Miroslav Kluc – Miroslav Rejman, Bronislav Danda, Miloslav Charouzd – Vlastimil Bubník, Jiří Valta, Jiří Sekyra – Ladislav Horský.
výběr Moskvy:  Grigorij Mkrtyčan – Alexandr Vinogradov, Alfred Kučevskij, Pavel Žiburtovič, Anatolij Kostrjukov - Boris Petělin, Alexandr Uvarov, Valentin Kuzin - Jevgenij Babič, Viktor Šuvalov, Vsevolod Bobrov - Nečkov, Petr Kotov, Mrkič.
 Československo –  Chemie Weisswasser 13:0 (5:0, 4:0, 4:0)
11. dubna 1951 – Berlín

Branky Československa: 3x Bronislav Danda, 3x Václav Bubník, 2x Jiří Sekyra, Vlastimil Bubník, Karol Fako, Jiří Valta, Ladislav Horský, Miroslav Kluc.

Rozhodčí: Ladislav Tencza (TCH), Wesselowski (GDR)
ČSR: Jan Richter - Jiří Anton, Zdeněk Jeřábek, Miroslav Kluc, Oldřich Pavlík, Václav Bubník - Miroslav Rejman, Bronislav Danda, Miloslav Charouzd – Vlastimil Bubník, Jiří Valta, Jiří Sekyra – Karol Fako, Ladislav Horský, Karel Bílek.
 Československo –  BSG Empor Berlín/SG Frankenhausen 26:3 (9:1, 10:1, 7:1) 
13. dubna 1951 – Berlín

Branky Československa: 5x Miroslav Rejman, 5x Miloslav Charouzd, 3x Vlastimil Bubník, 3x Jiří Valta, 2x Václav Bubník, 2x Bronislav Danda, 2x Ladislav Horský, 2x Karel Bílek, Jiří Sekyra, Karol Fako.

Branky BSG Empor Berlín/SG Frankenhausen: ???

Rozhodčí: Ladislav Tencza (TCH), Wesselowski (GDR)
 Československo –  výběr Moskvy  3:3 (1:1,1:1,1:1)
19. dubna 1951 – Berlín

Branky Československa: Bronislav Danda, Vlastimil Bubník, Jiří Valta.

Branky SSSR: Alfred Kučevskij, Sergej Mitin, Alexandr Komarov.

Rozhodčí: Ladislav Tencza (TCH), Jegorov (URS)
SSSR: Grigorij Mkrtyčan – Alexandr Vinogradov, Alfred Kučevskij, Pavel Žiburtovič, Anatolij Kostrjukov, Vladimir Menšikov - Alexandr Komarov, Anatolij Tarasov, Vladimir Jelizarov - Boris Petělin, Alexandr Uvarov, Valentin Kuzin - Sergej Mitin, Petr Kotov, Alexej Guryšev.